# 스타힐리조트
스타힐리조트는 한국 경기도 남양주시 화도읍에 위치한 스키장이다. 과거 명칭인 천마산 스키장(또는 리조트)으로도 널리 알려져 있다.

## 같이 보기
- 한국의 스키장 일람